# Villanueva de las Torres
Villanueva de las Torres es una localidad y municipio español situado en la parte oriental de la comarca de Los Montes, en la provincia de Granada, comunidad autónoma de Andalucía. Limita con los municipios de Dehesas de Guadix, Gorafe, Guadix, Fonelas y Pedro Martínez.
Es conocido popularmente como el pueblo de las tres mentiras, porque ni es villa, ni es nueva, ni tiene torres.

## Topónimo
En textos históricos aparece con la denominación de Don Diego, Villanueva de Don Diego y Villanueva de las Torres de Alicún.
Don Diego se refiere a Diego Fernández de Iranzo, yerno de Juan de la Cueva I Señor de Solera.

## Geografía
Se encuentra en una cañada próxima al río Fardes.

## Historia
La zona se encuentra poblada desde el neolítico como demuestran los hallazgos del Balneario de Alicún de las Torres. Los íberos de la zona de la Bastetania poblaron el oppidum de El Forruchu, que se relacionaba con los de Basti, Acci y Cerro de los Allozos. Estos oppidum o ciudadelas fortificadas actuaban como pequeños estados para el control de los recursos.
Además, se encuentra relativamente cerca de una calzada romana. De la Edad Media hay numerosos vestigios, se trataba de una zona de producción de ceral de secano que ha pervivido hasta la actualidad. Hay testimonios sobre las termas ya desde entonces. Dentro del contexto de la Reconquista se encuentra en la zona variable y fronteriza de escasa población por las incursiones de los caballeros castellanos asentados en el adelatamiento de Cazorla o en Jaén o Úbeda.
Desde su toma en manos castellanas al siglo XIX los actuales municipios de Dehesas de Guadix y Villanueva de Las Torres estaban bajo una única jurisdicción y propiedad dentro del Reino de Granada. En 1491 Diego Fernández de Iranzo obtiene la jurisdicción, pasando a conocerse como Don Diego. En el siglo XVI tras la toma de Granada queda despoblada.
En 1627 Íñigo Briceño de la Cueva, caballero de la Orden de Santiago y Capitán General de la Costa de Granada, compra el Señorío de Villanueva de las Torres a Diego de Bazán y Guzmán y Aldonza de Benavides por 3200 ducados.
En el siglo XVII producen revueltas dentro de la expulsión de los moriscos.
De un documento de finales del siglo XVIII conservado en la Biblioteca Nacional se obtiene el dato de que Villanueva de las Torres y Huélago eran lugares de señorío, no villas o cortijos, bajo la jurisdicción del Marqués de Villanueva de las Torres y que tenía cuarenta y tres vecinos.
A finales del siglo XIX se produjo la separación entre las poblaciones de Dehesas de Guadix y Villanueva de las Torres.

## Demografía
Villanueva de las Torres cuenta con una población de 519 habitantes (INE 2024).
| Gráfica de evolución demográfica de Villanueva de las Torres entre 1842 y 2021                                      |
| |
| Población de derecho según los censos de población del INE Población de hecho según los censos de población del INE |

## Administración y política
Los resultados en Villanueva de las Torres de las últimas elecciones municipales, celebradas en mayo de 2023, son:
| Elecciones Municipales - Villanueva de las Torres (2023) | Elecciones Municipales - Villanueva de las Torres (2023) | Elecciones Municipales - Villanueva de las Torres (2023) | Elecciones Municipales - Villanueva de las Torres (2023) | Elecciones Municipales - Villanueva de las Torres (2023) |
| Partido político                                         | Partido político                                         | Votos                                                    | Votos                                                    | Concejales                                               |
| -------------------------------------------------------- | -------------------------------------------------------- | -------------------------------------------------------- | -------------------------------------------------------- | -------------------------------------------------------- |
|                                                          | Partido Socialista Obrero Español (PSOE)                 | 210                                                      | 52,10 %                                                  | 4                                                        |
|                                                          | Partido Popular (PP)                                     | 175                                                      | 43,42 %                                                  | 3                                                        |

## Economía

### Evolución de la deuda viva municipal
| Gráfica de evolución de la deuda viva del Ayuntamiento de Villanueva de las Torres entre 2008 y 2019                                |
| |
| Deuda viva del Ayuntamiento de Villanueva de las Torres en miles de euros según datos del Ministerio de Hacienda y Función Pública. |

## Lugares de interés
Es Bien de Interés Cultural (BIC) desde 2008 y ampliación en 2018 los yacimientos de Baños de Alicún que comprenden además el Haza del Toril, Llano de la Ermita y Loma de la Raja del Paleolítico Inferior y Mesolítico, neolítico y edad de bronce donde se han encontrado ocho dólmenes, restos de sílex, puntas de flecha, cuchillos, vasos cerámicos y sepulcros. También se han encontrado restos de una villa romana y una alquería medieval hispanomusulmán.
Destacan además el balneario de Alicún de las Torres, con aguas con propiedades minero medicinales declaradas de Utilidad Pública por Decreto del 31 de marzo de 1870; las casas-cueva; y la parroquia de Santa Ana.

### Geoparque de Granada
Se encuentra en el ámbito del Geoparque de Granada. Es uno de los municipios que más recursos geológicos presenta. Destacan los siguientes lugares de interés geológico:
- Glacis de la Mesa de Bacaire (LIG 16), compartido con Fonelas y Guadix.
- Bentonitas del Cortijo Victoriano (LIG 32).
- Baños de Alicún[14]
- Badlands del Negratín, compartido con Gorafe.